# カールスルーエモデル

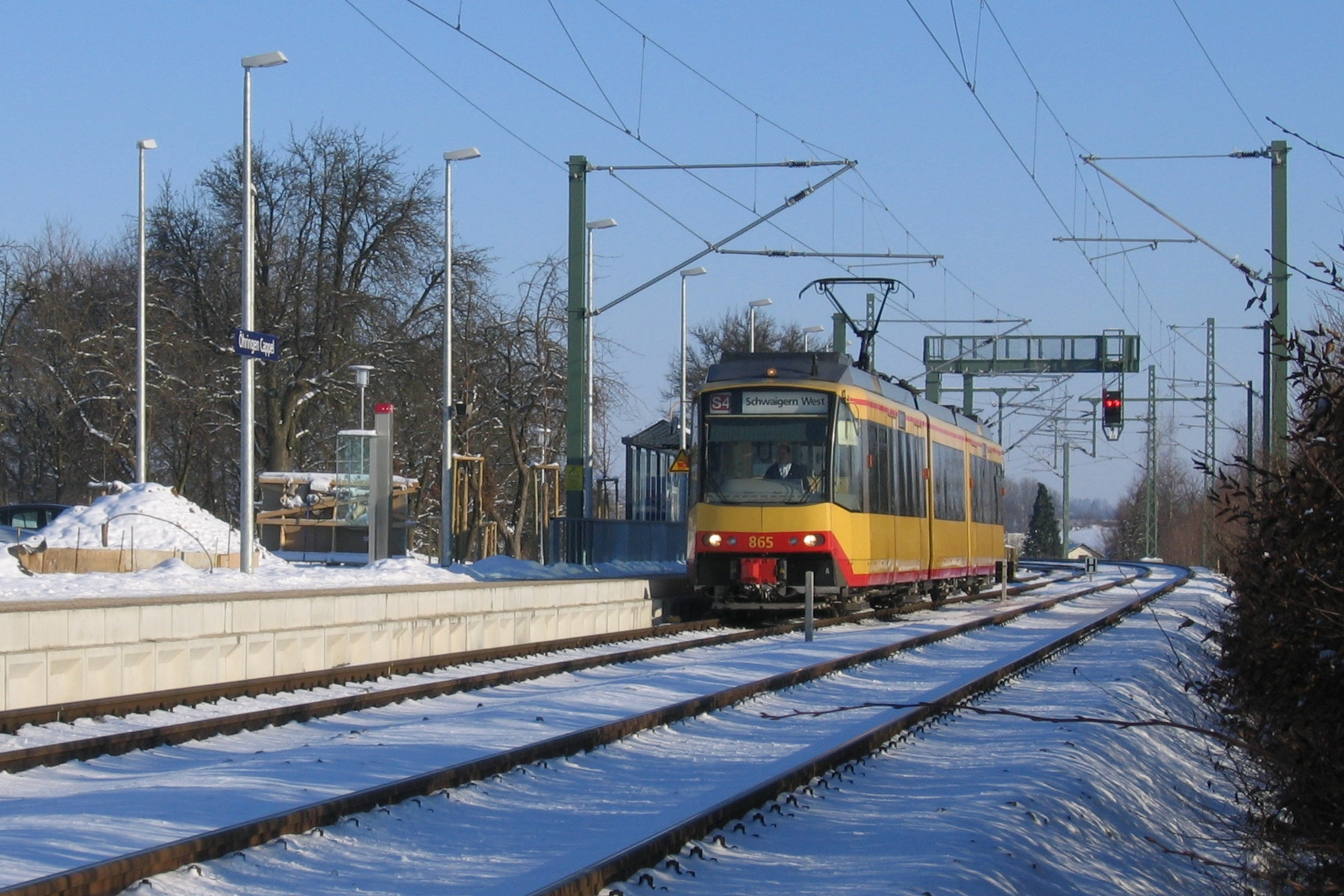
鉄道上を走行する路面電車車両

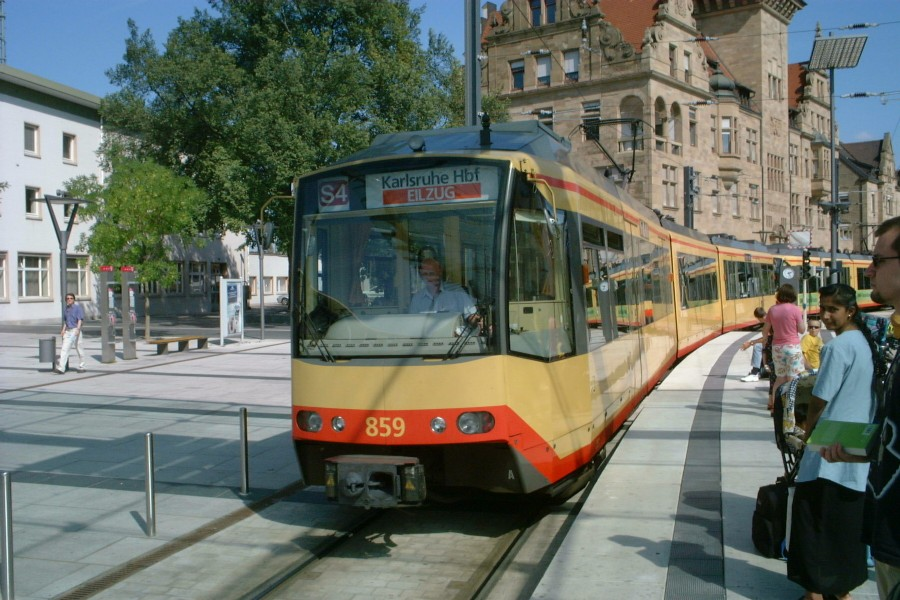
路面電車車両の併用軌道走行(ハイルブロン)

カールスルーエ・モデル（Karlsruher Modell）は、路面電車／ライトレールと通勤鉄道／地域鉄道が同一の線路上を走行するトラムトレイン（路面電車・鉄道システム）であり、通常は都市部・都市間・都市部外を走行する。
当初はドイツのカールスルーエ市で、同市地方交通局とカールスルーエ交通連盟（KVV）によって開発・導入された。

## 概要
1992年に開業したカールスルーエの路面電車システムは、通常の鉄道網と市内の路面電車網を繋いでおり、システム全体はカールスルーエ・シュタットバーンと呼ばれている。乗客はバーデン＝バーデンなどの遠方の都市からカールスルーエの中心部まで直接移動でき、中央駅と市内中心部の間の不便な移動を解消し、乗り換え回数が大幅に削減された。
他の都市にも 同様の路面電車システムが作られた。

## その他の例
同様のモデルは、1886年からウィーン市とバーデン郊外を結ぶヴィーン - バーデン地方線で運用されている。
カールスルーエ・モデルを採用した他の交通システムには、以下がある。
- City-Bahn Chemnitz,、ドイツ
- ザールバーン、ドイツ
- レギオトラム (カッセル)、ドイツ
- ノルトハウゼン市電、ドイツ
- タイン・アンド・ウィア・メトロ、イギリス
- ランドスタット鉄道、オランダ
- アテネ地下鉄、ギリシャ
- サンディエゴ・トロリー、アメリカ合衆国
- Alicante Tram,、スペイン
- シェフィールド・スーパートラム、イギリス
- South Wales Metro、ウェールズ
- セゲド/ホードメゼーヴァーシャールヘイ・トラムトレイン、ハンガリー
- 福井鉄道・えちぜん鉄道、日本
  - 1960年 200系(高床車)による福武線 鉄道-軌道 直通運転開始
  - 2006年 低床車両による福武線直通運転開始
  - 2016年 福武線とえちぜん鉄道三国芦原線鷲塚針原駅との間で、田原町駅を介して相互直通運転を開始
- 広島電鉄 宮島線、軌道線、日本
- 筑豊電鉄、西鉄北九州線(軌道、廃止)、日本
  - 1956年 西鉄北九州線(軌道線）が乗り入れ開始
  - 2000年 西鉄北九州線廃止
- 2013年、オーストラリアのアデレード・メトロは、カールスルーエをモデルにしたBowdenーWoodville間4.8km（3.0マイル）の線路と、それに続くPort Adelaideまでの4.2km（2.6マイル）の線路を建設するポートリンクプロジェクトを提案した[1]。

## Train-trams
ドイツのツヴィッカウは、カールスルーエ・モデルを逆転させ、軽量のRegioSprinterディーゼル機関車を幹線鉄道から路面電車へと延長して、列車兼路面電車 (Zwickau Model) として運用。